# Nothoprocta cinerascens
Il tinamo delle erbe (Nothoprocta cinerascens (Burmeister, 1860))  è un uccello  della famiglia Tinamidae.

## Descrizione
Lunghezza: 30–33 cm.

Peso: 457-493 g (maschio), 540-615 g (femmina).

## Distribuzione e habitat
Bolivia, Paraguay, Argentina settentrionale e centrale.

## Sistematica
Comprende 2 sottospecie:
- Nothoprocta cinerascens cinerascens (Burmeister, 1860) - con areale esteso dalla Bolivia sud-orientale, al Paraguay nord-occidentale e all'Argentina centrale
- Nothoprocta cinerascens parvimaculata Olrog, 1959 - con areale ristretto all'Argentina nord-occidentale